# Feuerwehr-Ehrenzeichen (Rheinland-Pfalz)

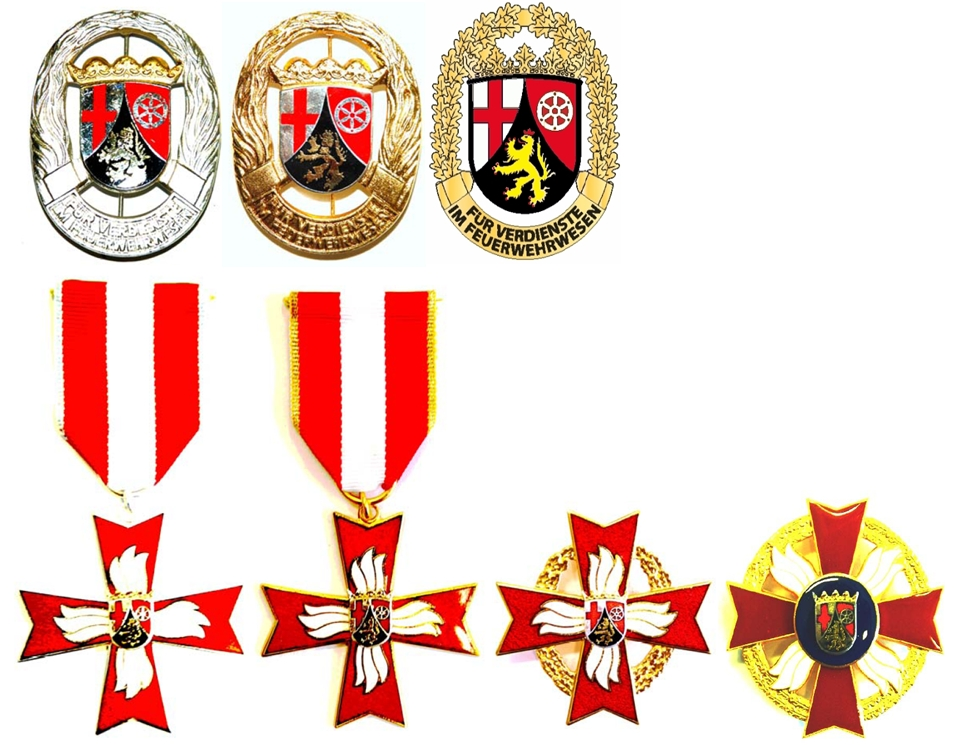
Alle Ausführungen des Feuerwehr-Ehrenzeichens von Rheinland-Pfalz

Das Feuerwehr-Ehrenzeichen des Landes Rheinland-Pfalz ist eine staatliche Auszeichnung des gleichnamigen Bundesland und wurde am 1. Januar 1983 durch den damaligen Ministerpräsident Bernhard Vogel in sieben Stufen gestiftet.

## Stufeneinteilung
Die ersten vier Stufen des Ehrenzeichens gelten als Dienstauszeichnungen, die letzten vier dabei als Ehrenzeichen für Verdienste.
- Bronzenes Feuerwehr-Ehrenzeichen: für 15-jährige Tätigkeit
- Silbernes Feuerwehr-Ehrenzeichen: für 25-jährige Tätigkeit
- Goldenes Feuerwehr-Ehrenzeichen: für 35-jährige Tätigkeit
- Goldenes Feuerwehr-Ehrenzeichen: für 45-jährige Tätigkeit (mit goldfarbener Umrandung und Eichenlaubkranz)
- Silbernes Feuerwehr-Ehrenzeichen am Bande: für besondere Verdienste im um das Feuerwehrwesen
- Goldenes Feuerwehr-Ehrenzeichen am Bande: für hervorragende Verdienste im um das Feuerwehrwesen
- Goldenes Ehrenzeichen als Steckkreuz: für außerordentliche Verdienste um das Feuerwehrwesen
- Feuerwehr-Ehrenkreuz in Gold: für besonders mutiges Verhalten im Feuerwehreinsatz

## Aussehen und Trageweise
Das Feuerwehr-Ehrenzeichen als Dienstauszeichnung ist hochoval, durchbrochen bronzen, silbern oder golden gehalten und zeigt mittig das farbige Landeswappen flankiert von stilisierten Flammen aus einem Behälter sowie der Inschrift am unteren Rand: FÜR VERDIENSTE / IM FEUERWEHRWESEN. Die Rückseite zeigt eine senkrecht angebrachte Nadel mit Gegenhaken. Getragen wird die Dienstauszeichnung nur in der höchsten verliehen Stufe auf der linken Brustseite des Beliehenen. Abweichend hiervon ist die Sonderausführung für 45-jährige Dienstzeit, welches von einem Eichenlaubkranz umschlossen wird.
Die Feuerwehr-Ehrenzeichen am Bande in Silber und Gold zeigen ein rot emailliertes Malteserkreuz mit stilisierten Flammen auf jeden Kreuzwinkel sowie mittig das Landeswappen. Die Ränder der Flammen sowie des Kreuzes sind dabei in den Farben der verliehenen Stufe silber oder golden gehalten. Getragen wird das Ehrenzeichen an einem rot-weiß-roten Bande mit goldenem oder silbernen Saum an der linken oberen Brustseite des Beliehenen. Es kann parallel zu einer Dienstauszeichnung getragen werden.
Das Ehrenzeichen für außerordentliche Verdienste als Steckkreuz zeigt dasselbige Kreuz wie als Bandorden. Zusätzlich sind jedoch die Kreuzwinkel durch einen nach oben hin gebogenen goldenen Lorbeerkranz miteinander verbunden. Getragen wird das Kreuz an der linken Brustseite des Beliehenen neben der Feuerwehr-Dienstauszeichnung sowie unterhalb etwaiger Feuerwehr-Ehrenzeichen am Bande.
Das Ehrenzeichen für besonders mutiges Verhalten zeigt das bekannte Kreuz sowie einen geschlossenen goldenen Eichenlaubkranz. Die Flammen sind in dieser Ausführung nicht auf den Kreuzarmen aufgebracht, sondern stattdessen diagonal zu den Kreuzarmen gehalten. Das goldene Landeswappen strahlt auf einen dunkelblauen Mittelmedaillon mit goldener Fassung. Getragen wird dieses Ehrenzeichen auf der linken Brustseite des Beliehenen.